# Peter Hagerstein
Peter Hagerstein (Helsinki, 1757 – Papeete, 1810) è stato un marinaio, traduttore e militare finlandese.
Arruolatosi al seguito della Royal Navy britannica, fu presente a Tahiti tra il 1793 e il 1810, divenne un importante intermediario tra i missionari britannici presenti sull'isola e il re Pomare II di Tahiti.

## Biografia
Poco si sa della sua vita prima del suo sbarco a Tahiti. Secondo alcuni storici il suo vero nome e cognome erano Pehr Hagersten. Il capitano della nave britannica HMS Duff, giunto a Tahiti nel marzo del 1797, riferì che gli era stato detto che egli era in realtà originario di Helsinki in Finlandia e che era noto col nome di Peter lo svedese perché all'epoca tale territorio si trovava sottoposto alla corona di Svezia.
Di certo si sa che era un marinaio imbarcato sulla HMS "Daedalus" e quindi era al servizio della marina britannica come membro al seguito della spedizione di George Vancouver. Nel febbraio 1793, quando la nave si trovò ad attraccare a Tahiti nel suo viaggio dal Nord America al Nuovo Galles del Sud, decise di scendere e si rese irreperibile, seguito poco dopo da un compagno di viaggio anch'egli svedese di origini, Andrew Lind. Per quanto ricercati dagli ufficiali, alla fine vennero abbandonati alla loro sorte sull'isola.
Hagerstein pensò di ricostruirsi una vita sull'isola e lentamente iniziò ad apprendere il linguaggio tahitiano, svolgendo sempre più l'attività di intermediario tra tahitiani e visitatori europei, in particolare coi missionari della London Missionary Society. Pur non essendosi mai sposato, convisse con una donna locale di nome Tanno Manno che insegnò ai missionari l'uso della lingua tahitiana. La sua fama divenne nota a tal punto che re Pomare I di Tahiti lo volle incontrare negli ultimi anni del suo regno e lo assunse quale suo interprete ufficiale a corte. Il figlio di questi, Pomare II lo sfruttò anche come valido stratega militare in ambito marittimo nella guerra che condusse contro i capi locali rivali, sfruttando anche le conoscenze che gli derivavano dal saper utilizzare le armi europee con grande padronanza. Tra le altre cose implementò il commercio locale organizzando un'attività di vendita di carne di maiale tra Tahiti ed il Nuovo Galles del Sud.